# Tercüman
Tercüman (deutsch „Übersetzer“) war eine türkische Tageszeitung. Die erste Ausgabe erschien 1961. Herausgeber war der Journalist und Unternehmer Kemal Ilıcak.
Die Tercüman ging aus der 1955 gegründeten Zeitung Hadiselere Tercüman („Übersetzer der Ereignisse“) hervor, die 1961 von Kemal Ilıcak und zunächst weiteren Partnern aufgekauft wurde. Die Zeitung hatte teilweise  Boulevardcharakter, entwickelte sich aber zugleich in den 1960er und 1970er Jahren zur einflussreichsten Stimme politischen Rechten und einem der wichtigsten Printmedien der Türkei überhaupt.
1971 eröffnete Tercüman als erstes türkisches Blatt eine eigene Druckerei in Frankfurt am Main. Damals bereits druckte sie eine eigene Deutschlandausgabe. Zeitweise erschien die Deutschlandausgabe, die sowohl von Redakteuren in Frankfurt als auch in Istanbul gestaltet wurde, im Wiesbadener Media-Daten Verlag.
1982 wurde die stark boulevardeske Zeitung Bulvar gegründet.
Nach dem Tod des Herausgebers im Jahr 1993 geriet die Zeitung in eine wirtschaftliche Krise, wurde verkauft und schließlich geschlossen.
Am 17. Januar 2003 erschienen zwei verschiedene Zeitungen mit diesem Namen: Einerseits als Halka ve Olaylara Tercüman („Übersetzer der Ereignisse und des Volkes“), die von Mehmet Emin Karamehmets Çukurova-Gruppe herausgegeben wurde, welche die Namensrechte für sich beanspruchte und damals auch die Zeitungen Akşam, Güneş und Bulvar herausbrachte. Und andererseits als Dünden Bugüne Tercüman („Übersetzer von gestern zu heute“), welche von Kemal Ilıcaks Witwe Nazlı Ilıcak herausgegeben wurde.
Im Jahr 2005 gewann die Çukurova-Gruppe schließlich den Streit um die Namensrechte. Die ihr herausgegebene Zeitung hieß fortan nur noch Tercüman. Am 24. Juni 2010 wurde sie aus wirtschaftlichen Gründen eingestellt, ebenso wie bereits im Jahr 2008 die Bulvar.
Nazlı Ilıcaks Zeitung erschien nach dem Rechtsstreit unter dem Namen Bugün. Ende 2015 wurde das Blatt unter staatliche Zwangsverwaltung gestellt und nach dem Putschversuch vom Juli 2016 verboten.